# Víctor Hugo Arias
Víctor Hugo Arias Briones (San Javier, 15 de mayo de 1913 - Santiago, 15 de mayo de 1979). Abogado y político radical chileno. Hijo de Ángel Custodio Arias y Elcira Briones. Contrajo matrimonio con Marta Hardoy.

## Biografía
Estudió en el Liceo de Talca y en la Facultad de Derecho de la Universidad de Chile, donde se graduó de abogado (1934) con una tesis titulada “Las inhabilidades parlamentarias”. Ejerció su profesión en la capital, fue consejero de la Caja de Seguro Obrero (1940) y director de la Compañía de Seguro “La Acción Social” y del Laboratorio Chile.

## Actividades políticas
Militante del Partido Radical, llegando a ser secretario general (1940). Representante a la Convención de Izquierda en 1937.
Elegido Diputado por la 14.ª agrupación departamental, correspondiente a las comunas de Linares, Loncomilla y Parral (1941-1945), participando de la comisión permanente de Economía y Comercio.
En 1945 ingresó al Servicio Judicial de la Empresa de los Ferrocarriles del Estado.